# Einzelverkauf
Einzelverkauf (Abkürzung EV) bezeichnet im Verlagswesen den Verkauf einzelner Waren im Einzelhandel: Der Händler erwirbt die Waren vom Grossisten in großen Mengen oder in Großpackungen und verkauft sie einzeln weiter. 
Im EV muss sich jeder Titel mit jeder Ausgabe von neuem den Kunden attraktiv darstellen. Der EV ist bei den Publikumszeitschriften der wichtigste Vertriebsweg.
Waren, die nur in einer vorgegebenen Menge (meistens durch die Verpackungsgröße vorgegeben) verkauft werden sollen, sind mit der Aufschrift „Nicht für den Einzelverkauf bestimmt.“ versehen.